# هنري مورغنثاو (رائد أعمال)
هنري مورغنثاو (بالإنجليزية: Henry Morgenthau Sr.) (و. 1856 – 1946 م) هو رائد أعمال، ودبلوماسي، ومحامي أمريكي، ولد في مانهايم، كان عضوًا في الحزب الديمقراطي الأمريكي، توفي في مانهاتن، عن عمر يناهز 90 عاماً، بسبب سكتة.
هنري مورغنثاو (26 أبريل 1856 – 25 نوفمبر 1946) هو محامي، ورجل أعمال، وسفير أمريكي، وهو السفير الأميركي الأكثر شهرةً في الدولة العثمانية خلال الحرب العالمية الأولى. وباعتباره سفيرًا في الدولة العثمانية، أصبح مورغنثاو معروفًا كمتحدث أميركي بارز عن ما حصل خلال الإبادة الجماعية الأرمنية.
مورغنثاو هو والد السياسي هنري مورغنثاو الابن، ومن بين أحفاده روبرت م. مورغنثاو، النائب العام في مانهاتن لمدة 35 عامًا، وباربرا دبليو. توكمان، وهي مؤرخة فازت بجائزة بوليتزر عن كتابها «بنادق أغسطس».

## سفير لدى الدولة العثمانية
بصفته من أوائل مؤيدي ويلسون، افترض مورغنثاو أن ويلسون سيعينه في منصب بمجلس الوزراء، لكن الرئيس الجديد كانت لديه خطط أخرى له. مثله مثل غيره من الأميركيين اليهود البارزين، أوسكار ستراوس وسولومون هيرش قبله، عُين مورغنثاو سفيرًا للدولة العثمانية. افترض ويلسون أن اليهود يمثلون بطريقة أو بأخرى جسرًا بين الأتراك المسلمين والأرمن المسيحيين مما أثار الضغينة في صدر مورغنثاو، وردًا على ذلك، أكد له ويلسون أن الباب العالي في إسطنبول «هو النقطة التي يتركز عندها اهتمام اليهود الأميركيين برفاه يهود فلسطين، ويكاد يكون من الضروري أن يكون لي يهودي في ذلك المنصب». على الرغم من أن مورغنثاو لم يكن صهيونيًا بذات نفسه، لكنه اهتم «بحماس» بمحنة أتباع دينه. رفض هذا المنصب في البداية، ولكن بعد رحلة إلى أوروبا، وبتشجيع من صديقه المؤيد للحركة للصهيونية الحاخام ستيفن وايز، أعاد النظر في قراره وقبل عرض ويلسون. عُين سفيرًا للولايات المتحدة في الإمبراطورية العثمانية في عام 1913، وشغل هذا المنصب حتى عام 1916.
على الرغم من أن سلامة المواطنين الأميركيين في الإمبراطورية العثمانية، ومعظمهم من المسيحيين واليهود المبشرين، لاحت في الأفق في وقت مبكر من سفارته، قال مورغنثاو إنه كان منشغلًا بالقضية الأرمنية. بعد اندلاع الحرب في عام 1914، بقيت الولايات المتحدة محايدة، وبالإضافة لذلك مثلت السفارة الأمريكية –وبالتالي مورغنثاو– العديد من مصالح الحلفاء في القسطنطينية (إسطنبول)، نظرًا لسحبهم بعثاتهم الدبلوماسية بسبب الأعمال العدائية. عندما بدأت السلطات العثمانية الإبادة الجماعية للأرمن في 1914-1915، أغرق القناصل الأمريكيون المقيمون في أجزاء مختلفة من الإمبراطورية مكتب مورغنثاو بتقارير كل ساعة تقريبًا، توثق المجازر ومسيرات الترحيل الجارية. في مواجهة الأدلة المتراكمة، أخبر الحكومة الأمريكية رسميًا بأنشطة الحكومة العثمانية وطلب من واشنطن التدخل.
لكن الحكومة الأمريكية، التي لم تكن ترغب في الانجرار إلى النزاعات، ظلت قوة محايدة في الصراع في ذلك الوقت ولم تعرب عن ردة فعل رسمية تذكر. عقد مورغنثاو اجتماعات رفيعة المستوى مع قادة الإمبراطورية العثمانية للمساعدة في تخفيف وضع الأرمن، لكن الأتراك تجنبوه وتجاهلوا احتجاجاته. حذر وزير الداخلية العثماني طلعت باشا قائلًا: «شعبنا لن ينسى هذه المجازر أبدًا». مع استمرار المذابح بلا هوادة، قرر مورغنثاو والعديد من الأميركيين الآخرين تشكيل لجنة عامة لجمع الأموال لمساعدة الأرمن –لجنة الفظائع الأرمنية (سميت فيما بعد إغاثة الشرق الأدنى)– لجمع ما يزيد عن 100 مليون دولار من المساعدات، أي ما يعادل مليار دولار اليوم. من خلال صداقته مع أدولف أوكس، ناشر صحيفة نيويورك تايمز، كفل مورغنثاو أيضًا استمرار تغطية المذابح بشكل بارز. نشرت صحيفة نيويورك تايمز 145 مقالةً في عام 1915 وحده.
استقال من منصب السفير في عام 1916 بعد أن استاء من علاقته بالحكومة العثمانية. عند النظر إلى هذا القرار في كتابه «جريمة قتل أمة»، كتب أنه رأى في تركيا «مكانًا للرعب. لقد وصلت إلى نهاية مواردي. وجدت أني لا أطيق ارتباطي اليومي مع الرجال، مهما كانوا كريمين ولطيفين ... ما زالت رائحة دماء ما يقرب من مليون إنسان تفوح منهم».  نشر محادثاته مع القادة العثمانيين وروايته عن الإبادة الجماعية الأرمنية في عام 1918 تحت عنوان قصة السفير مورغنثاو.
رافق ممثل وزارة الحرب فيليكس فرانكفورتر مورغنثاو في يونيو 1917، في مهمة سرية لإقناع تركيا بالتخلي عن دول المركز في المجهود الحربي. كان الهدف المعلن من المهمة هو «تحسين حالة المجتمعات اليهودية في فلسطين». وفي عام 1918، ألقى مورغنثاو خطاباته العامة في الولايات المتحدة محذرًا من أن اليونانيين والآشوريين يتعرضون «لنفس طرق» الترحيل و«الذبح بالجملة» التي تعرض لها الأرمن، وأن مليوني أرمني، ويوناني، وآشوري لقوا حتفهم بالفعل.

## فترة ما بين الحربين
في أعقاب الحرب كان هناك اهتمام كبير، واستعداد داخل المجتمع اليهودي لمؤتمر باريس للسلام المقبل، من جانب الجماعات المؤيدة والمعارضة لمفهوم الوطن اليهودي في فلسطين. بينما كان الرئيس وودرو ويلسون يغادر لحضور المؤتمر في مارس 1919، وقع مورغنثاو مع 31 يهوديًا أمريكيًا بارزًا على عريضة معادية للصهيونية قدمها عضو الكونغرس الأمريكي يوليوس كان، حضر هو والعديد من النواب اليهود البارزين المؤتمر. عمل مورغنثاو كمستشار فيما يتعلق بأوروبا الشرقية والشرق الأوسط، وعمل لاحقًا مع الهيئات الخيرية ذات الصلة بالحرب، بما في ذلك لجنة الإغاثة للشرق الأوسط، ولجنة توطين اللاجئين اليونانية، والصليب الأحمر الأمريكي. ترأس عام 1919 بعثة تقصي الحقائق التابعة لحكومة الولايات المتحدة إلى بولندا التي نتج عنها تقرير مورغنثاو. كان الممثل الأمريكي في مؤتمر جنيف عام 1933.

## الموت
توفي في عام 1946 بعد نزيف دماغي في مدينة نيويورك، ودُفن في هوثورن في نيويورك. كان ابنه هنري مورغنثاو الابن وزيرًا للخزانة. تزوجت ابنته ألما فيرتهايم من المصرفي موريس فيرتهايم وهي والدة المؤرخة باربرا توكمان. تزوجت ابنته روث مورغنثاو من المصرفي جورج دبليو. ناومبورغ (ابن إلكان ناومبورغ) ثم جون نايت.

## الأعمال
نشر مورغنثاو العديد من الكتب. تحتفظ مكتبة الكونغرس بحوالي 30000 وثيقة من أوراقه الشخصية، بما في ذلك:
- قصة السفير مورغنثاو (1918). غاردن سيتي
- أسرار البوسفور (1918).
- تقرير مورغنثاو (3 أكتوبر 1919) بشأن محنة اليهود في الجمهورية البولندية الثانية.
- كل ما في العمر.
- أرسِلتُ إلى أثينا (1929) يتناول وقته في العمل مع اللاجئين اليونانيين.
- جريمة قتل أمة (1974). مع مقدمة بقلم دبليو. إن. ميدليكوت. نيويورك: الاتحاد العام الخيري الأرمني في أميركا.

### يوميات
- دبلوماسية الولايات المتحدة بشأن مضيق البوسفور: يوميات السفير مورغنثاو (1913-1916) عام (2004). جُمِعت مع مقدمة من آرا سرافيان. لندن: مطبعة تادرون (معهد جوميداس). رقم الكتاب المعياري الدولي (ردمك 1-903656-40-0)

### مستندات رسمية
- آرا سرافيان (محرر): الوثائق الرسمية للولايات المتحدة بشأن الإبادة الجماعية للأرمن. 1915-1917 (2004). لندن وبرينستون: معهد جوميداس. رقم الكتاب المعياري الدولي 1-903656-39-7.

### التصوير
في مسرحية الوعد التي قام بها تيري جورج في عام 2016، والتي تحدثت عن السنوات الأخيرة من الإمبراطورية العثمانية، لعب جيمس كرومويل دور مورغنثاو.